# Chiloscyphus endlicherianus
Chiloscyphus endlicherianus là một loài rêu tản trong họ Lophocoleaceae. Loài này được (Nees) Nees miêu tả khoa học lần đầu tiên năm 1845.